# Matthäus Seutter

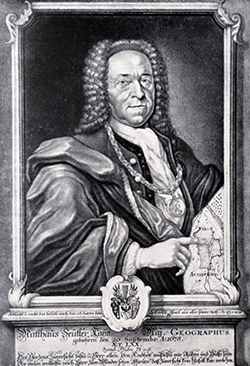
Matthäus Seutter

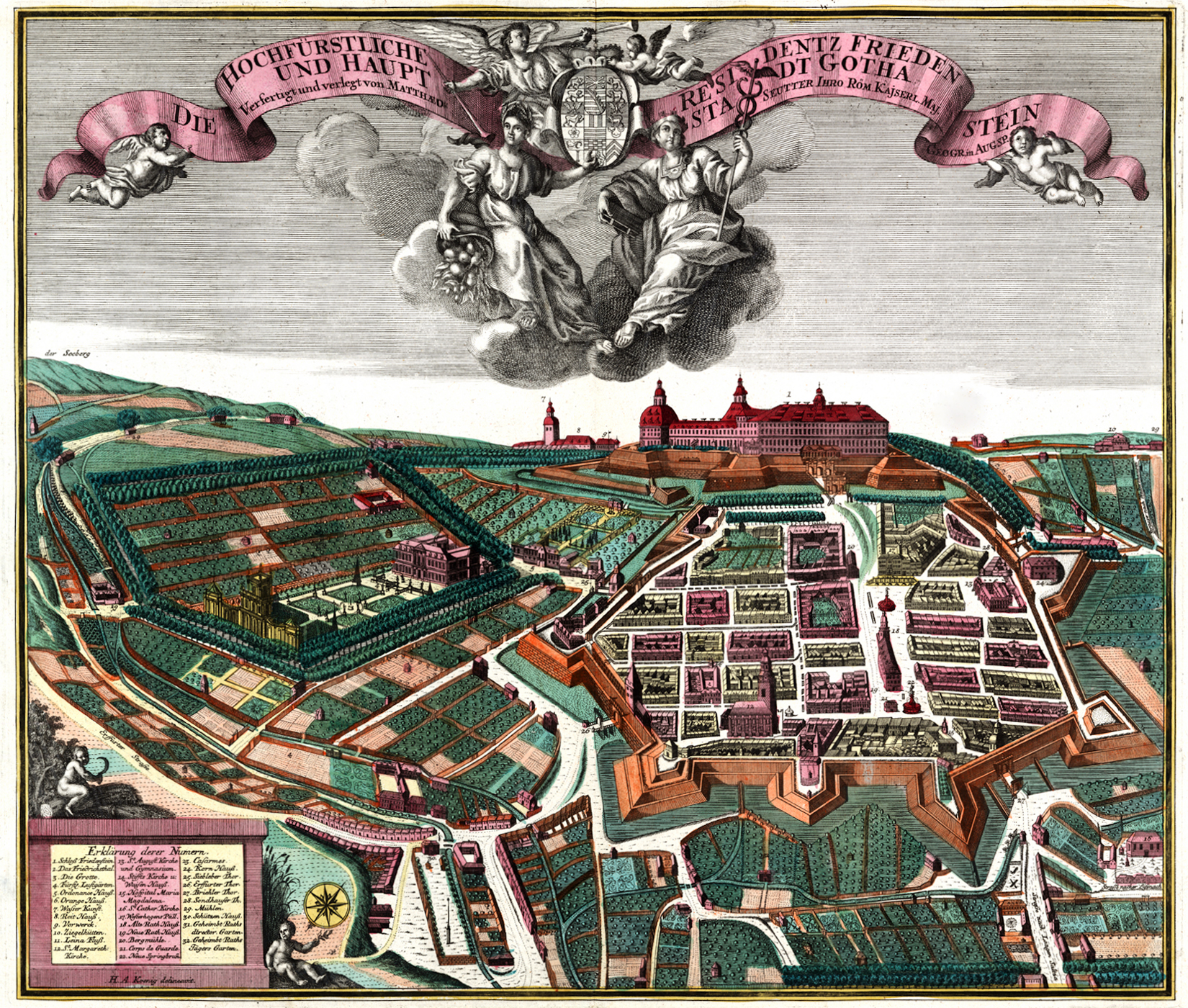
Die Hochfürstliche Residentz Frieden und Haupt Stadt Gotha. H. A. König delineavit. Augsburg: Seutter o. J. (kolorierter Kupferstich)

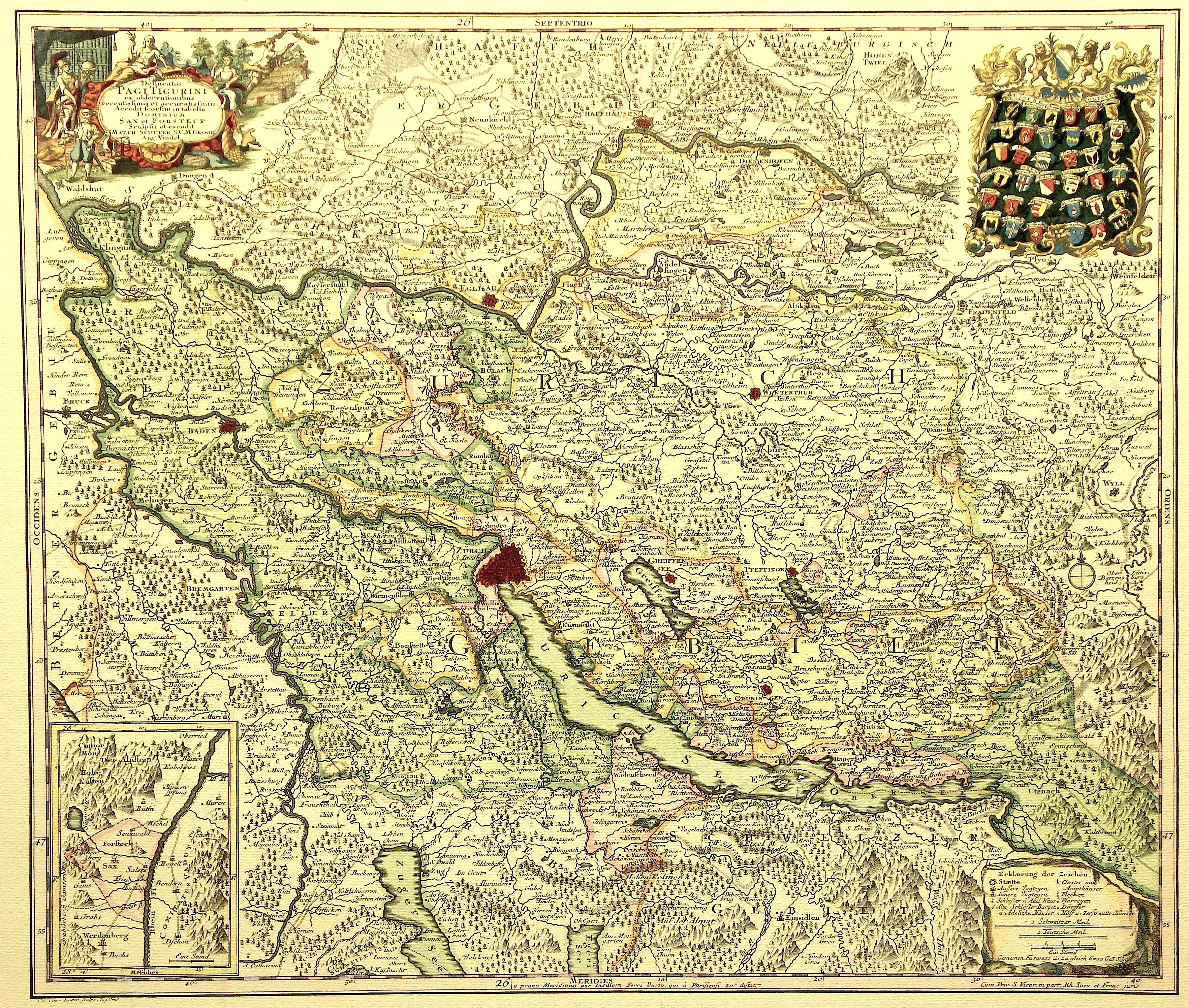
Delineatio pagi Tigurini
Karte des Kantons Zürich, um 1750

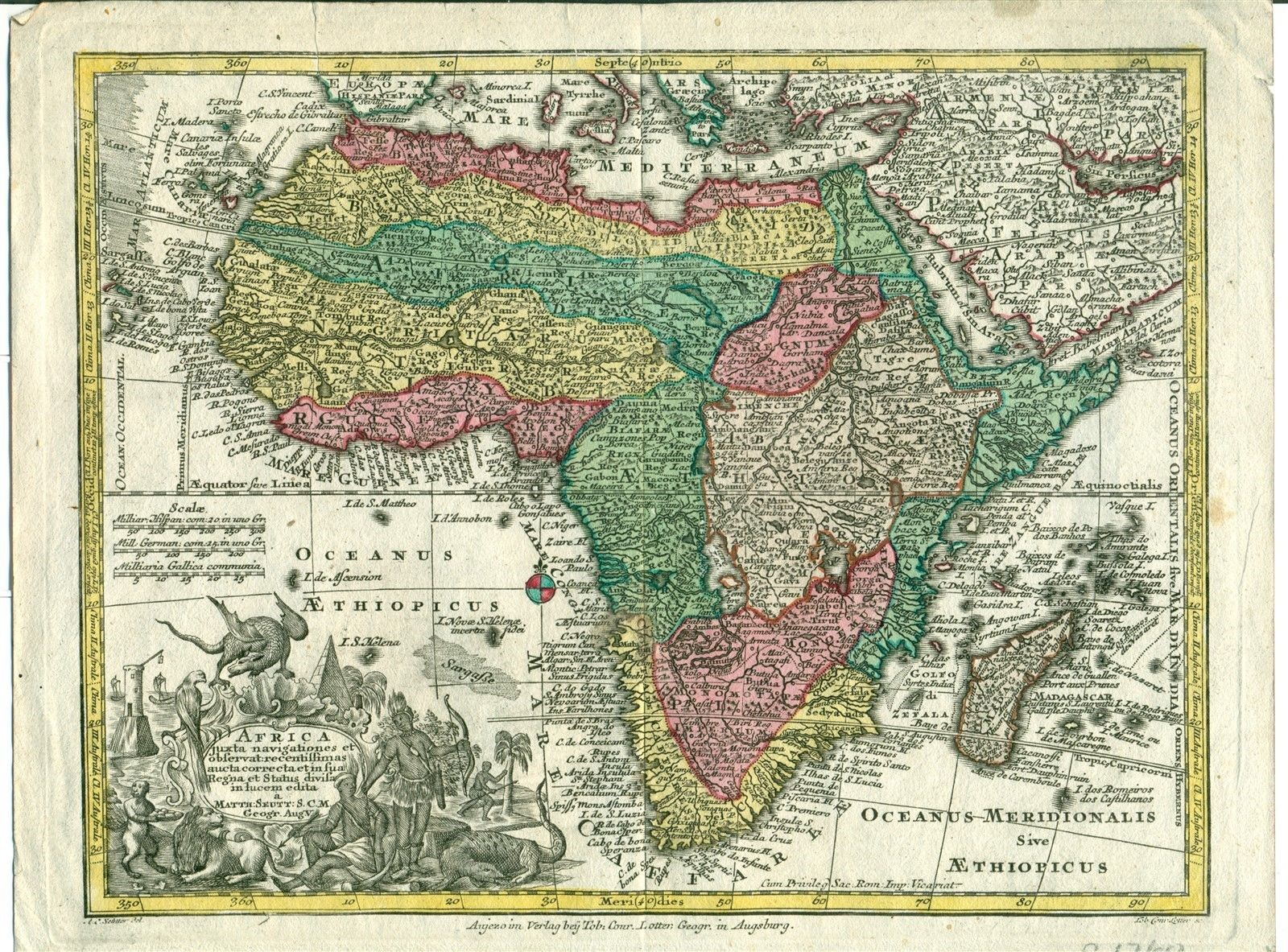
Africa jjuxta navigationes et observat recentissimas, 1744

Matthäus Seutter (* 20. September 1678 in Augsburg; † März 1757 ebenda) war ein deutscher Kartograf und Kupferstecher sowie Gründer der Druckerei und des Verlages Seutter.

## Leben
Geboren als Sohn eines Goldschmieds, begann Seutter nach 1697 eine Lehre bei Johann Baptist Homann in Nürnberg. In seine Heimatstadt Augsburg zurückgekehrt, arbeitete er zunächst im Verlag von Jeremias Wolff (1663–1724).
Er gründete um 1707 ein eigenes Unternehmen mit Druckerei und Verlag. Dort produzierte er in großer Zahl Landkarten, Stadtpläne, genealogische Schaubilder und andere Motive. Zudem brachte er ein Globuspaar (Erd- und Himmelsglobus) heraus. Indem er das Erfolgskonzept seines Lehrmeisters Homann kopierte, stieg er schon bald zu dessen größtem Konkurrenten auf. Bei Seutter erschienen allerdings nur wenige Originalkarten, was sicherlich auch daran lag, dass Augsburg zur damaligen Zeit weder Universität noch mathematisch-naturwissenschaftliches Umfeld besaß. Viele seiner Karten sind vielmehr buchstäblich von den Vorlagen anderer Kartographen „abgekupfert“, also Kopien. Allenfalls in der künstlerischen Ausgestaltung mit üppig-barocken Kartuschen und allegorischen Szenerien wichen sie von den Vorlagen ab. Seutter stach seine Karten zunächst selbst, in späteren Jahren wurde er u. a. von seinen Söhnen Georg Matthäus und Albrecht Carl sowie von Tobias Conrad Lotter unterstützt; für die dekorativen Elemente wurden Augsburger Künstler wie Martin Gottfried Crophius (1717–1765), Melchior Rhein oder Gottfried Rogg (1669–1742) herangezogen. In Seutters Werkstatt entstanden rund 400 großformatige und mehr als 60 kleinformatige Kupferstiche.
Ab 1720 fasste Seutter seine Karten auch in Atlanten mit unterschiedlichen Titeln zusammen, die von anfangs 20 Karten (Atlas Compendiosus) auf schließlich über 300 Karten (Atlas Novus, Grosser Atlas) anwuchsen. Seine kleinformatigen Karten konnten einzeln in Pappschubern oder als Sammelausgabe (Atlas Minor, ab ca. 1745) erworben werden.
Wie vor ihm bereits Homann, erhielt auch Seutter 1731/32 von Kaiser Karl VI. den schönen, aber bedeutungslosen Titel Sacrae Caesareae Maiestatis Geographus, das heißt kaiserlicher Geograph (auf den Karten abgekürzt S.C.Maj. Geogr oder SCMG). Außerdem wurde ihm 1741 ein kaiserliches Druckprivileg verliehen, das jedoch nur für den schwäbischen und oberrheinischen Reichskreis sowie für den Bereich fränkischen Rechts galt.
Johann Adam Riediger ließ unter dem Titel Tabulae Principatus Brandenburgico-Culmbacensis sive Baruthini pars superior bei Seutter stechen und in Augsburg veröffentlichen. Die Entwürfe aus dem Nachlass von Riediger gingen in den Besitz Seutter und später an seinen Schwiegersohn Tobias Conrad Lotter über.
Nach Seutters Tod im Jahr 1757 führte sein Sohn Albrecht Carl (1722–1762) die Firma alleine weiter. Er überlebte seinen Vater aber nur um 5 Jahre. Seine Witwe verkaufte den Verlag daraufhin jeweils etwa zur Hälfte an Matthäus Seutters Schwiegersohn Tobias Conrad Lotter und den ebenfalls nahe verwandten Kunstverleger Johann Michael Probst (1727–1776). Sie ersetzten auf dem Großteil des 1762 erworbenen Kartenbestandes Seutters Namen durch den eigenen.

## Werke
- Tafel in welcher alle gehörige Werck-zeuge zur Kriegs-Kunst, Vestungs-bau und Artillerie, zu Belagerung der Staette und Schlößer, in Feld-Schlachten, Heer-Lager und Lager-Plaetzen, auch allerley Schiff- und See-Materialien vorgestellt werden. Augspurg, [circa 1710] (Digitalisat)
- Imperium Romano-Germanicum in suos Circulos Electorat[us] Et Status Summâ curâ et Studio divisum / aeri insculpt. et venale prostans apud Matth. Seutter, S.C.M. Geogr. Aug. Vind., [vor 1724] (Digitalisat)
- Marchionatus Brandenburgensis Ducatus Pomeraniae et Ducatus Mecklenburgicus. Augustan., [ca. 1730] (Digitalisat)
- Mappa Geographica Regnum Bohemiae. Aug[ustae Vindelicorum], [circa 1730] (Digitalisat)
- Bohemia Regnum juxta XII. Circulos divisum, cum Comitatu Glacensi et ditione Egrana, nec non confirnibus Provinciis in mappa Geographica accuratißime delineatum / per Matthaeum Seutter, Sac. Caes. Maj. Geographum. Aug. Vind., [um 1730 bis 1750] (Digitalisat)
- Nova et exactissima Geographica Delineatio Insulae Corfu seu Corsulae. Augustae Vindeli[corum], [zwischen 1730-1760] (Digitalisat)
- Cursus Padi per Longobardiam A Fonte Usque Ad Ostia. Augustanum, [zwischen 1730 und 1760] (Digitalisat)
- Flaggen aller Seefahrenden Potenzen und Nationen in der gantzen Welt. Augspurg, [zwischen 1730 und 1760] (Digitalisat)
- Circulus Suevicus. Aug[ustae Vindelicorum] , [circa 1735] (Digitalisat)
- Architecturae Militaris Synopsis sive accuratus Prospectus hodiernae Artis ac Rationis Muniendi. Augustae Vindelicor, [ca. 1735] (Digitalisat)
- Nova Et Exactissima Totius Italiae, Sardiniae et Corsicae Delineatio / Opera et Impensis Matth. Seutteri, S.C.M. Geogr. ; Cum Gratia et Privil. S.R.I. Vicariatus in partibus Rheni, Sueviae et Juris Franconici. Aug[ustae] V[indelicorum], [um 1740] (Digitalisat)
- Mare Mediterraneum. Augustani, [um 1740] (Digitalisat)
- Carte Des Isles De Maiorque Minorque Et D'Yvice / gravée par Matthieu Seutter, Geographè De S. M. Imper. Et Cathol. a Augsburg, [um 1740] (Digitalisat)
- Martis Area et Alea per Tractum Rheni, Mosellae ac Mosae, in qua per plurimos annorum tractus variante eventu saepius certatum / Curatißime designata caelo et studio Matthaei Seutteri, S.C.M. Geogr. Aug[ustae] V[indelicorum], [ca. 1740] (Digitalisat)
- Moravia Marchionatus In Sex Circulos Divisus. Augustano, [circa 1740] (Digitalisat)
- Mappae Imperii Moscovitici pars Septentrionalis / adornata per Guillielmum de l'Isle, Membrum Academiae Regalis Scientiarum et celeberr: Reg: Galliae Geographum ; nunc vero aeri incisa et venalis exposita à Matth: Seutter, S. Caes. M. Geogr. ; Cum Gratia et Privil. S.R.I. Vicariat[us] in partib[us] Rheni, Sveviae, et Iuris Franconici. Aug[ustae Vindelicorum], [circa 1740] (Digitalisat)
- Nova et accuratißima Ducatus Wurtenbergici cum Territoriis conterminis Designatio. Cum Gratia et Privil. S.R.I. Vicariat. in partib. Rheni, Sveviae, et Iuris Franconici / cura et sumtibus Matthaei Seutteri. – Augsburg: Matthaeus Seutter, zwischen 1740 u. 1756. Digitalisierte Ausgabe der Universitäts- und Landesbibliothek Düsseldorf
- Le royaume de France. A Augsbourg, [zwischen 1740 und 1760] (Digitalisat)
- Alsatia Landgraviatus: cum utroque Marchionatu Badensi, Sundgovia, Brisgovia, magno tractu Herciniae Silvae et ditione IV. Urbium Silvestrium; Cu. Grat. et Pr. S.R.I. Vicariatus, in partibus Rheni, Sveviae, et Iuris Franconici / Cura et Sumtibus Matth. Seutteri. – Digitalisierte Ausgabe
- Ducatus Mutinensis, Regiensis Et Carpiensis cum magna Provinciarum conterminarum parte. Cum Priv. S. Vic. in part. Rheni, Suev. et Franc. Iuris / Singulari studio aeri incidit et excudit Matthaeus Seutter. Albrecht Carl Seutter del. et sculpsit Digitalisierte Ausgabe
- Delineatio pagi Tigurini ex observationibus recentissimis et accuratissimis accedit seorsim in tabella Dominium Saxet Forsteck / sculpsit et excudit Matth. Seutter
- Germania Augustiniana: exhibens Provincias Ord. Fr. Fr. Eremit. S. Augustini una cum Monasteriis et Residentiis ad Aßistentiam Generalem utriusque Germaniae, Bohemiae, Moraviae, Poloniae Hungariae, et Hyberniae pertinentibus … Digitalisierte Ausgabe
- Synopsis Plagae Septemtrionalis, sive Sueciae Daniae et Norwegiae Regn. [zwischen 1740 u. 1756] (Digitalisat)
- Germaniae Inferioris sive Belgii Pars Meridionalis: exhibens X. Provincias Catholic. Cum Privil. S. R. I. Vicariatus / recentissime et curatissime in lucem edita per M. Seutter Digitalisierte Ausgabe
- Circulus Franconicus, in quo continentur Episcopat. Würtzburgensis, Bambergensis et Aichstadiensis, Status Equitum Teutonicorum … Baronatus Sinsheim. Territor. Norimbergensis. Augsburg, 1750. Digitalisierte Ausgabe
- Ducatus Mediolanensis cum adjacentibus Principat. Et Dominiis / accuratissime delineatus cura et sumtibus Matthaei Seuteri, S. C. M. Geogr. Augustani, [um 1750] (Digitalisat)
- Circulus Westphalicus in suas provincias et ditiones accurate distinctus et recentissime delineat[us]. Augsburg, 1730. Digitalisierte Ausgabe
- Historia Imperii Romano-Germanici. Cum Gratia et Privil. S. R. I. Vicariatus, in part. Rheni, Sueviae, et Iuris Franconici / nec non finitimarum Regionum in Mappa exhibita, ac aeri incisa â Matthaeo Seutter Digitalisierte Ausgabe
- Novissima et accuratissima Delineatio Status Ecclesiae et Magni Ducatus Hetruriae. Cum Gratia et Privil. S. R. I. Vicariatus, in partib. Rheni, Sveviae, et Iuris Franconici / publici iuris facta per Matth. Seutter Digitalisierte Ausgabe, (Digitalisat)
- Les Routes Exactes Des Postes Du Royaume De France. Cum Gratia et Privilegio Sac. Caes. Mai / Matth. Seutter, excud – Digitalisierte Ausgabe
- Saxoniae Inferioris Circulus iuxta Principatus et Status suos accurate delineatus. Cum Gratia et Privil. S. R. I. Vicariatus, in partibus Rheni, Sveviae et Iuris Franconici – Digitalisierte Ausgabe
- Imperium Romano-Germanicum in suos Circulos Electoratus et Status summâ curâ et studio divisum. – Augustae Vindel.: Seutter, 1725. Digitalisierte Ausgabe
- Gallia : Concinnata ad magnum numerum mapparum particularium manu scriptarum vel impreßarum iuxta genuinum situm locorum et collatarum cum Itinerariis veteribus et recentioribus. – Zwischen 1730 u. 1760. Digitalisierte Ausgabe
- Europa: Religionis Christianae Morum Et Pacis Ac Belli Artium Cultu Omnium Terrarum Orbis Partium Praestantiss. – Augustae Vindelicorum, ca. 1730. Digitalisierte Ausgabe
- Ulma: memorabilis ac permunita libera Imperii Civitas ad Danubiem, ubi Ilera et Blauus ei miscentur. – Augustae Vindel, Augsburg [zwischen 1730 u. 1760]. Digitalisierte Ausgabe
- Regio Canaan Seu Terra Promissionis, Postea Iudaea Vel Palaestina Nominata, Hodie Terra Sancta Vocata. Augusta[e Vindelicorum], [circa 1735] (Digitalisat)
- L' eveche et l'etat de Liege. Augsbourg, [zwischen 1740 und 1760] (Digitalisat)
- Novissima et Accuratior Tabella Magni Ducatûs Hetruriae. Aug[ustae] Vindel[icorum], [nach 1741] (Digitalisat)
- Mappa Geographica, in qua Ducatus Lotharingiae Et Barr ut et Episcopatuum Metens. Tullens. Verdunens. Territoria, Tractusque Finitimi in suos quique ditiones disterminati sistuntur / accuratissime designati per Matth. Seutter, S. C. M. Geogr. Aug[ustae] Vind[elicorum], [nach 1745] (Digitalisat)
- Karte der Schönburgischen Herrschaften: Dynastiae Comitat Schoenburgici Penig, Remissa, Rochsburg, Wechselburg In clientela Elect. Saxon. Glaucha, Hartenstein, Lichtenst. Stein, Waldenburg..., ca. 1750. Digitalisierte Ausgabe (Digitalisat)
- S[acri] R[omani] I[mperii] Principat[us] et Archiepiscopatus Salisburgensis mappa Geographica. Aug[ustae] Vind[elicorum] , [circa 1750] (Digitalisat)
- Archiepiscopatus et Electoratus Moguntinus, ut et Comitatus Uterq. Catimelibocens., Wertheimensis, Erpacens. aliaeq. insertae et confines Regiones. Aug., [ca. 1750] (Digitalisat)
- Stiria Ducatus / juxta recentissimas observationes et accuratissimas mappas commoda hac forma æri insculptus et usui publico destinatus per Matth. Seutter, S.C.M. Geogr. Aug[ustae] Vind[elicorum], [vor 1757] (Digitalisat)
- Tabula Geographica in qua integri Ducatus Mediolanensis et Mantuanus; item Ditio Veneta et Comitatus Tyrolensis, cum Episcopatibus Tridentino et Brixensi, atque Superiorib[us] Provinciis Austriacis eo pertinentib[us] accurata delineatione exhibent. [Augsburg], [vor 1757] (Digitalisat)
- Siciliae Regnum. Aug[ustae] Vind[elicorum], [vor 1757] (Digitalisat)
- Provincia Gallis La Provence Dicta. Augustani, [vor 1757] (Digitalisat)
- Portugalliae Et Algarbiae Regna cum confinibus Hispaniae Provinc.Aug., [vor 1757] (Digitalisat)
- Novissima et accuratissima Regnorum Hispaniae et Portugalliae Mappa Geographica / Cura et sumtibus Matthaei Seutteri, S. Caes. Et Reg. Cathol. Maj. Geogr. Augustae Vindel[icorum], [vor 1757] (Digitalisat)
- Dominium Venetum cum adjacentibus Mediolan[ensi], Mantuano, Mutinensi, Mirandolano, Parmensi, Placentino Ducatibus nova Delineatio ob oculos positum / à Matth. Seuttero, S.C.M.G. Aug[ustae] V[indelicorum], [vor 1757] (Digitalisat)
- Imperii Moscovitici pars Australis / in lucem edita per Guillielmum de L'Isle, celeberr. Regis Galliae Geographum; nunc excusa et venalis exposita per Matthæum Seutter, S.C.M.G. Augustae Vindelic[orum], [vor 1757] (Digitalisat)
- Nova et accuratißima Ducatus Würtenbergici. Aug: Vindel:, 1792 (Digitalisat)
- Poloniae Regnum Ut Et Magni Ducatus Lithuaniae Accuratiss. Delineatione Repraesentat. / Opera Et Studio Matth. Seutteri Sac. Caes. Mai. Geogr. Aug[ustae Vindelicorum], [18. Jahrhundert] (Digitalisat)
- Les Routes Exactes Des Postes Du Royaume De France. à Augsbourg, [ca. Mitte des 18. Jh.] (Digitalisat)
- Nova Et Accurata Ducatus Cliviae Et Comitatus Marchiae Cum Finitimis Provinciis Delineatio. Augustae Vindelicor, [ca. Mitte des 18. Jh.] (Digitalisat)
- Postarum seu Cursorum Publicorum diverticula et mansiones per Germaniam et Confin Provincias / opera et manu M. Seutteri S.C.M. Geogr. Aug. Vind., [18. Jh.] (Digitalisat)
- Typus Choro-Topographicus Cæsareæ Sedis Et Totius Germaniæ Celeberrimæ Urbis Viennæ Austriacæ : cum circum jacentis Territorii Oppidis, Cœnobiis, Pagis, Villis / designatus per Matthaeum Seutter, Sacr. Caes. et Regiae Cathol. Majest. Geogr. Aug. V. Augsburg, [2. Hälfte 18. Jahrhundert] (Digitalisat)
- Præfecturæ Principatus Querfurtensis Dahmiana Et Iüterboccensis : cum vicinia oppidis, vicis, pagis accurate distincta / vænit apud Matthæum Seutterum, Geogr. Cæsar. Aug. Vind., [zwischen 1741 und 1757] (Digitalisat)
- Pragae Metropolis regni Bohemiae cum adjacentibus terris accurata descriptio geographica / cura et studio Matth: Seutter. S.C.M. Geogr. Aug. Vindel., [vor 1757] (Digitalisat)
- Marchionatus Onoldini Comitatus Oettingensis Præposituræ Elevacensis et Pappenheimensis, Dynastiarum in hoc terræ tractu, comprehentarum nova delineatio Geographica / studio et opera M. Seutteri Geographi Cæs. ; T.C. Lotter, Sculps. Aug. Vind., [zwischen 1757 und 1762] (Digitalisat)
- Marchionatus Lusatiæ Inferioris Bohemiæ olim Regno jam Elect. Saxoniæ subject. in Circulos, Dynastias et Præfect: accuratissime distinctus / calamo et sumtibus Matth. Seutteri S.C. Maj. Geographi. Aug. Vindel. ; Tob. Conr. Lotter, sculps. Aug. Vindel., [vor 1757?] (Digitalisat)
- Marchionatus Lusatiæ Superioris : Felicissimo Poloniæ Regis, Electoris Saxoniæ, sceptro florens, Dynastiis et Præfecturis suis distributus / nova accuratione Matth: Seutteri, S.C.M. Geogr. delineatus in Augusta ; Tob: Conr: Lotter, sculps: Aug: Vind: Augusta, [zwischen 1731 und 1740] (Digitalisat)
- Marchionatus Misniæ primaria Elector: Saxoniæ Provincia, in Circulos suos subdivisus : Accedit Ditionum regionumq circumjacentium magna pars / Publici juris fecit Matth. Seutter S.C.M. Geogr. ; Tob. Conr. Lotter sculpsit Aug. Vind., [vor 1757?] (Digitalisat)
- Mappa Geographica Circuli Metalliferi Electoratus Saxoniæ cum omnibus, quæ in eo comprehenduntur Præfecturis Et Dynastiis / cura Matth. Seutter, Geogr. Cæsar. Aug[ustae] Vind[elicorum], [nach 1739] (Digitalisat)
- Geographische Abzeichnung der in dem Meisnischen Creiß des Churfürstenthumbs Sachsen Liegenden Dioeces oder Superintendtur Grossen-Hayn : Sambt ihren Staetten, Flecken und Dorffschafften in welcher gegend Ihro Konigl. Maj. in Pohl. u. Churfurstl. Durchl. zu Sachsen Fridericus Augustus im Monat Maj und Iunio, A. 1730. Beÿ dem Großen u. verwunderungs-würdige[n] Campement Dero gesamten Saechsischen Armee, nebst denen Anwesenden Höchsten und Hohen Königlich. u. Fürstlich. auch andern Grossen Standes-Persohnen Dero Quartier genohmen / nach einem Accuraten Abriß in Kupfer gestochen und verlegt von Matth. Seutter., I.R.K.M.G. Augsp[urg], [nach 1730] (Digitalisat)
- Electoratus sive Marchia Brandenburgensis, juxta novissimam Delineationem in mappa Geographica / accuratæ æri incisa opera et Sumptibus Matthæi Seutteri S. Cæs. et Reg. Cath. Maj. Geogr August. Vind., [ca. 1740] (Digitalisat)
- Episcopatus Numburgensis Et Cizensis Delineatio geographica : adjectis præfecturis Portensi, Pegaviensi, Tautenburg: et finitimis / cura Matth. Seutteri Geogr. Cæs. Aug[ustae] Vindel[icorum], [vor 1757?] (Digitalisat)
- Exacta Delineatio Geographica omnium Electoratus Saxonici Circulo Lipsiensi appartenentium Præfecturarum Colditium, Leissnigium, Rochlitium, Præfectura Portæ Grimmensis una cum pluribus aliis finitimis Præfecturis / Apud Matth. Seutterum, Geogr. Caes. Aug[ustae] Vindel[icorum], [um 1760] (Digitalisat)
- Ducatus Magdeburgensis Et Halensis cum finitimis Delineatio geographica / curante Matthæo Seuttero Geographo Cæsar ; [Tob. Conr. Lotter sc.] Aug[ustae] Vindel[icorum], [Mitte des 18. Jahrhunderts] (Digitalisat)
- Descriptio Geographica Præfecturarum Dœlitsch, Bitterfeld, Zœrbig / edita cura studioque Matthæi Seutteri, Geogr. Cæsar ; Tob: Conr: Lotter sculps. Aug[ustae] Vindel[icorum], [nach 1757?] (Digitalisat)
- Comitatus Stolbergensis delineatio geographia : Præfecturas Hohnstein, Stolberg, Hayn Berenroda, Ebersburg, Ufftrungen, Rosla et Questen cum limitibus et vicinia accurate exhibens / cælo Matthæi Seutteri, Geographi Cæsarei ; Tob. Conr. Lotter sculpsit Aug. Vindelicor., [nach 1757?] (Digitalisat)